# 니콜로 도나토

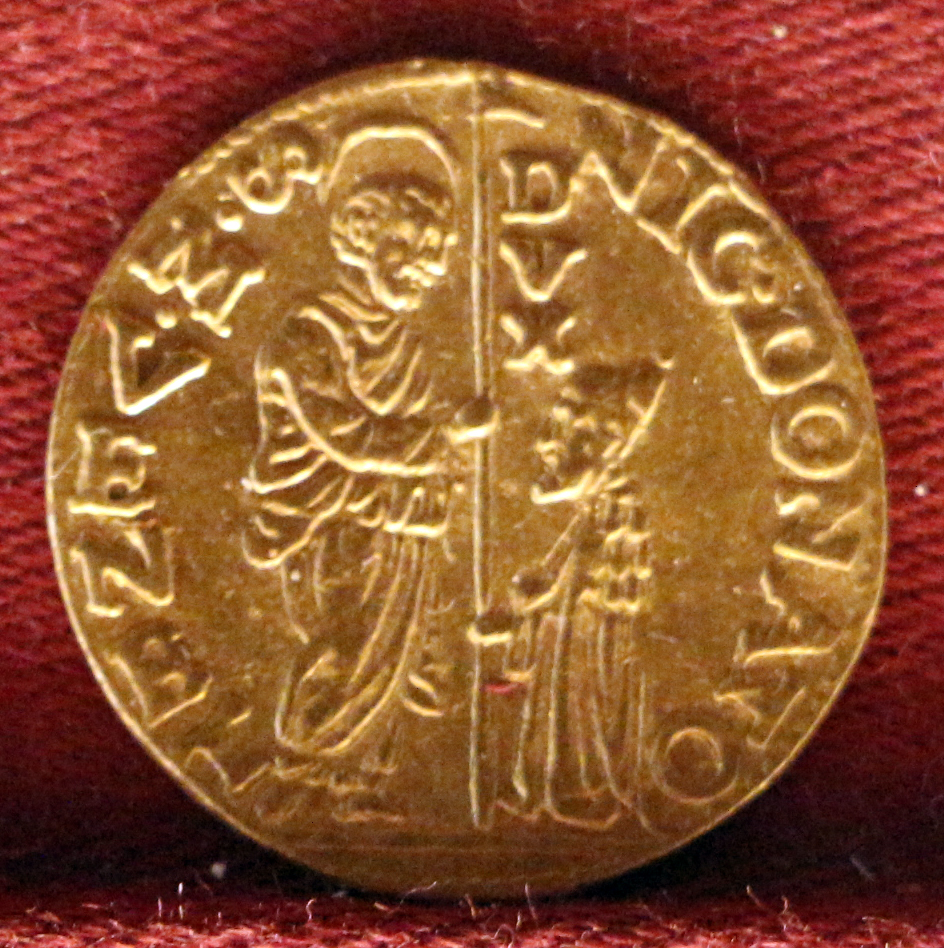
니콜로 도나의 체키노

니콜로 도나 (Nicolò Donà) 또는 니콜로 도나토 (Nicolò Donato, 1539년 1월 28일 – 1618년 5월 8일)는 제93대 베네치아 공화국의 도제로, 1618년 4월 5일에 선출되고 나서 한 달보다 조금 더 지난 시기 동안 재임했다.

## 생애
조반니 도나 (Giovanni Donà)와 이사베타 모로시니 (Isabetta Morosini)의 아들인 도나토는 베네치아에서 태어났고 무역에 종사하기 이전 파도바에서 학업 생활을 했다. 그는 많은 재산을 벌었지만, 평생 구도쇠로 살았다. 그는 결혼을 한번도 하지 않았으며, 결국 그의 형제 프란체스코와 조카 피에트로에게 재산을 남겼다.
도나토는 베네치아 공화국에서 고위 공직 자리를 얻는데 필요한 많은 돈을 쓰려하지 않았다. 그러나, 1617년–1618년에 스페인의 주베네치아 대사 제1대 베드마르 후작 알폰소 데 라 쿠에바가 베네치아를 점거하기 위해 스페인 군대를 들이기 위하여 베네치아 공화국을 불안정하게 만들려는 계략을 벌였다. 당시 재임하던 도제 조반니 벰보는 이 위기 가운데 1618년 3월 16일에 사망했다.
도나토는 추정상 뇌물을 주어 1618년 4월 5일 도제로 선출됐다. 그는 그의 선출을 기념하는 전통적 호화스러운 만찬을 벌여 구두쇠라는 그의 평판을 없애려 노력했지만, 이 행위는 그의 부모가 축제에서 비용을 아끼기 위해 많은 친척들을 돌려 보내면서 효과가 없었다.
그는 베드마르의 음모가 여전히 진행중인 와중에 선출된지 35일만에 사망했다.